# Canton de Capesterre-Belle-Eau-1
Le canton de Capesterre-Belle-Eau-1 est une ancienne division administrative française, située dans le département de la Guadeloupe et la région Guadeloupe.

## Histoire
Le canton de Capesterre-Belle-Eau-1 est créé par le décret no 85-131 du 29 janvier 1985 scindant le canton de Capesterre-Belle-Eau.
Il est supprimé par le décret no 2014-235 du 24 février 2014.

## Composition
Le canton de Capesterre-Belle-Eau-1 comprenait une fraction de commune :
- Capesterre-Belle-Eau, fraction de commune

## Représentation
| Période | Période | Identité            | Étiquette | Qualité |
| ------- | ------- | ------------------- | --------- | --- |
| 1985    | 1998    | Léo Andy            | DVG       | Enseignant Maire de Capesterre-Belle-Eau (1989-1995) Député (1995-2002)                                                                        |
| 1998    | 2004    | Jean-Yves Ramassamy | RPR       | Chef d'entreprise Conseiller municipal de Capesterre-Belle-Eau                                                                                 |
| 2004    | 2011    | Alain Lacavé        | DVG       | Médecin généraliste à Capesterre-Belle-Eau |
| 2011    | 2015    | Joël Beaugendre     | UMP       | Médecin Maire de Capesterre-Belle-Eau depuis 1995 Député (2002-2007) Ancien conseiller général du canton de Capesterre-Belle-Eau-2 (1992-2002) |